# Jean-Claude Dassier
Pour les articles homonymes, voir Dassier.
Jean-Claude Dassier, né le 28 juillet 1941 dans le 15e arrondissement de Paris, est un journaliste et dirigeant d'entreprises français. 
Il intervient régulièrement sur la chaîne d'information en continu CNews et appartient au comité éditorial de Valeurs actuelles.
Il a été rédacteur en chef de la station de radio Europe 1, directeur général de la chaîne d'information en continu LCI de 1996 à 2008, directeur de l'information de TF1 de 2008 à 2009, puis président du club français de football Olympique de Marseille de 2009 à 2011.

## Biographie
Fils de Georges Dassier, commerçant et de Simone Barataux, il termine ses études secondaires en internat au lycée de Fontainebleau. Après deux années à la faculté de droit de Paris, Jean-Claude Dassier commence sa carrière en 1965 à la radio sur France Inter comme correspondant à la circulation routière (Rosny-sous-Bois).
À l'été 1968, il est licencié de France Inter par Jacqueline Baudrier à la suite de son rôle dans la coordination syndicale de l'ORTF durant les événements de mai-juin 1968.
Il intègre la station Europe no 1 comme journaliste de 1968 à 1985, nommé successivement rédacteur en chef du journal en 1975, directeur adjoint en 1982, puis directeur de l'actualité jusqu'en 1983.
Devenu conseiller technique à la direction générale d'Hachette en 1986, il rejoint TF1 au moment de sa privatisation en 1987 puis est nommé directeur des opérations et des sports. Parallèlement, il devient à partir de 1992 vice-président de la première chaîne française de sports Eurosport. 
En 1996, il cumule les fonctions de vice-président de l'antenne de LCI et de directeur des opérations du groupe TF1. Il est directeur général de la chaîne d'information en continu LCI entre 1996 et 2008,. En juillet 2008, il succède à Robert Namias à la tête de la direction de l'information de TF1 ce qui concrétise le rapprochement des rédactions de TF1 et LCI alors qu'Éric Revel le remplace à la direction de LCI.
Le 22 juin 2009, à la suite de la mise à l'écart de Pape Diouf le 17 juin, Jean-Claude Dassier est officiellement nommé président de l'Olympique de Marseille. Deux ans plus tôt, l'actionnaire majoritaire du club de football, l'homme d'affaires suisse Robert Louis-Dreyfus, lui avait déjà proposé ce poste, sans succès. Jean-Claude Dassier quitte TF1 le 1er juillet 2009, sans être remplacé en tant que directeur général adjoint du groupe chargé de l'information.
Le 9 juin 2011, à la suite d'un conseil de surveillance ayant eu lieu à Paris, Jean-Claude Dassier est évincé de son rôle de président de l'équipe de l'Olympique de Marseille. Il est remplacé par Vincent Labrune,.
Il est vice-président du magazine Valeurs actuelles.
À partir de la rentrée 2013, il intègre l'émission de Laurence Ferrari aux côtés d'Audrey Pulvar, tous les jours de 18 heures à 19 heures 30 sur I-Télé.
Lors du changement de nom de la chaîne I-Telé qui devient CNews, il continue à participer à l'émission de Laurence Ferrari qui devient Punchline.

### Vie privée et engagement politique
Marié avec Michèle Fragozzi en 1965, il a deux enfants : Arnaud et Emmanuel. Son fils aîné, Arnaud Dassier, a été le responsable Internet de la campagne présidentielle de Nicolas Sarkozy,.
Lors des élections municipales françaises de 2008, il a été candidat sur une liste « majorité présidentielle - divers droite » à La Teste-de-Buch (Gironde), sans toutefois être élu au sein du conseil municipal.

### Affaires judiciaires et racisme
Le 16 septembre 2015, il est mis en examen pour abus de biens sociaux dans le cadre d'une enquête sur les transferts de l'Olympique de Marseille, cette dernière est levée le 26 novembre 2018. Il est relaxé en mai 2022. 
En 2021, il déclare sur le plateau de L'Heure des Pros sur CNews, «"Tant qu'on s'adressera dans nos écoles à des classes qui comprennent 75% de noirs, d'Arabes, j'en passe et des meilleures, on n'y arrivera jamais !»

#### Condamnation judiciaire
Jean-Claude Dassier déclare, le 27 décembre 2022 sur CNews : « Mais les musulmans, ils s’en foutent, de la République, ils savent même pas ce que le mot veut dire, enfin ! », ce qui déclenche une polémique et la saisie de l'Arcom. L’Union des Mosquées de France (UMF) a porté plainte vendredi 6 janvier 2023 contre Jean-Claude Dassier pour « injure publique » et « provocation à la discrimination, à la haine ou à la violence », à la suite de ses propos. Il est condamné en février 2025 à 1 000 euros d’amende avec sursis pour injure publique à caractère racial.

## Palmarès de président à l'Olympique de Marseille
- Champion de France de Ligue 1 en 2010
- Vainqueur de la Coupe de la Ligue en 2010 et 2011
- Vainqueur du Trophée des champions en 2010

## Publications
- Connivences - Dans les coulisses de l'info et du foot, Michel Lafon, 2013[26].